# كرب إيل وتر يهنعم الثاني
كرب إيل وتر يهنعم بن وهب إيل يحوز (نحو 130 - 175م): من ملوك سبأ.تولى عرش سبأ بعد وفاة أبيه وهب إل يحز مباشرة حوالي العام 165م، وقد شاركه في الحكم أول عهده الملك يريم أيمن (نقش: الصلوي MB1).وقد لقبه المختصين كرب إيل وتر يهنعم الثاني ليميز عن ملك آخر حكم قبله في القرن الأول بعد الميلاد يدعى كرب إيل وتر يهنعم بن ذمار علي بين،وآخر حكم بعده في القرن الرابع الميلادي يسمى أيضاً كرب إيل وتر يهنعم من عصر ملوك سبأ وذي ريدان وحضرموت ويمنت.
ينقسم عهد كرب إيل وتر يهنعم إلى فترتين، الفترة الأولى حكم فيها مشاركاُ يريم أيمن عرش سبأ (165م -170م تقريباً) بلقب (يريم أيمن وكرب إيل وتر ملكي سبأ)، وطيلة مشاركته يريم أيمن، أتخذ كرب إيل لقباً واحداً، وهو "وتر" (RES 4190 وJa 565 والصلوي MB1). ومن الواضح أن فترة حكم الملك يريم أيمن لم تكن طويلة، فالنقوش التي تعود إلى عهده ثلاثة نقوش فقط، وقد قدرت فترة حكمهما معاً نحو خمسة أعوام تقريباً.
الفترة الثانية (170م -175م) حكم كرب إيل وتر عرش سبأ منفرداً، وحمل اللقب المميز (كرب إيل وتر يهنعم ملك سبأ ابن وهب إيل يحوز ملك سبأ)، وإضافة لقب "يهنعم"، وانتسابه إلى وهب إل يحز، دلالة على مرحلة جديدة من حكمه المنفرد، وقد وثق هذه المرحلة ستة نقوش.وفي النقش (CIH 326) نجد علهان نهفان ابن الملك يريم أيمن وعمه "برج يهرحب" يقدمان الولاء لكرب إيل وتر يهنعم ملكا منفرداً، مما يعني وفاة يريم أيمن قبل كرب إيل وتر، وبقاء ولاء كبراء الأسرة الهمدانية لأبن وهب إيل يحوز ولم ينازعوه على العرش.
بعد وفاة كرب إيل وتر يهنعم، تولى أنمار يهأمن عرش سبأ، ويظهر أن حكمه لم يكن طويلًا، وقد قدر حكمه فيما بين السنة 175م وسنة 180 للميلاد. ثم تلاه رب شمس نمران، وقد كان حكمه فيما بين سنة (180م و190م). ومن ثم ورث عرش سبأ علهان نهفان بن يريم أيمن (190م - 205م)، والذي بدوره أورث العرش لأبنه شاعر أوتر.

### هوامش
1. ↑  كان بعض الباحثين يفترض أن أنمار يهأمن حكم قبل كرب إيل وتر يهنعم. ولكن أثبت النقش الموسوم بـ (الصلوي MB1) بشكل قطعي، أن كرب إيل وتر حكم مع يريم أيمن بعد وهب إل يحز مباشرة، حيث أن النص يشير إلى حرب قامت في عهد وهب إيل يحز ضد حمير وملوكه بني ذي ريدان، وفي نهاية النص لم يدون اسم الملك وهب إل يحز، أي أنه قد توفي أو قتل. وذكر مكانه اسم يريم أيمن وكرب إيل وتر ملكي سبأ.